# قمبريط كبير الأزهار
قمبريط كبير الأزهار (الاسم العلمي:Combretum grandiflorum) هو نوع من النباتات يتبع جنس القمبريط من الفصيلة القمبريطية.